# Cooperazione

La cooperazione (o collaborazione) è il processo di gruppi o organismi che agiscono per il loro mutuo beneficio. Per molto tempo, basandosi su tesi razionaliste, la cooperazione è stata considerata - soprattutto in Italia - come segue: "Per cooperazione s'intende l'azione condivisa di più agenti per il perseguimento di uno scopo".. La definizione qui proposta, oggi attuale anche in quel mondo anglosassone che aveva in passato usato la stessa definizione finalistica dello scopo comune, appare invece più corretta.
(Alfie Kohn, La fine della competizione, pag. 60.)
Nel suo senso applicato, "la collaborazione è una relazione mirata in cui tutte le parti scelgono strategicamente di cooperare al fine di raggiungere un risultato condiviso".

## Nella scienza
Dal controverso principio di natura umana (perché interpretata in diverse scuole di pensiero) si attribuiva empiricamente alla competizione (obiettivo reciprocamente esclusivo) l'imperativo ed inevitabile tra gli individui per essere:
- Un "fenomeno biologico" che legittima ogni tipo di disparità sessuale-razziale per biologia evoluzionistica, genetica[5] e darwinismo sociale.[6]
- Questione "ereditaria" invece che educativa nella misura di malvagità per determinismo biologico (Cyril Burt) e sociobiologia (E. O. Wilson).[5]

"La sopravvivenza del più adatto" attribuita spesso a Charles Darwin era in realtà pensiero di Herbert Spencer, Darwin originariamente impiegò come metafora semplificata "lotta per l'esistenza" ad indicare interdipendenza con gli altri organismi esistenti. Sia Pëtr Kropotkin (Il mutuo appoggio) che Warder Clyde Allee (Cooperation Among Animals) documentarono quanto in natura era diffusa la cooperazione. Come evidenziato da Stephen Jay Gould nella selezione naturale non vi era l'obbligo a competere (ma diverse scelte quali: aiuto reciproco, simbiosi,..) e veniva disincentivata per George Gaylord Simpson. Anche se dopo Darwin nell'ambiente scientifico "competizione" era ormai sinonimo di "selezione naturale", in biologi come John A. Wiens la visione competitiva nell’ecologia proveniva dall'influenza della formazione occidentale su base socioeconomica.
Diversi intellettuali, più o meno chiaramente condannavano la tendenza a legittimare l'antropomorfizzazione della natura umana alla visione distorta della selezione naturale.
(Alfie Kohn, La fine della competizione, pagina 45)

## Nelle scienze sociali
Con "natura umana" si finiva per spiegare condizioni diverse normalmente discriminatorie (sessuale, razziale..), ad eccezione degli psicologi umanisti in psicanalisi si giustificava la normalità della competizione arrivando al complesso edipico fra maschi prevalentemente nell'ambito lavorativo, derivato però da riferimenti pedagogici eludibili; avvalorati in parte dalla permanenza dell'etnocentrismo nel villaggio globale.
Inizialmente l'aggressività (come fosse innata), si limitava con la catarsi tramite pratiche sportive competitive come sostenuto da Konrad Lorenz (maggior fautore con Freud) che però non riaffermava in tarda età, ma riconosciuta sempre nociva da William James e Charles Darwin, perché al contrario disinibiva proprio i sentimenti aggressivi. L'esperimento del piccolo Albert dimostrava come la rivalità sia così pervasiva grazie ad alcuni principi della teoria dell'apprendimento. Famosi strateghi militari (Wellington, MacArthur, Eisenhower) hanno sempre lodato pubblicamente la correlazione tra agonismo sportivo e guerra come preparazione alla violenza, la più nota ricerca nella correlazione tra sport e violenza era l'esperimento di Robbers'Cave.
Harold Kelley e Anthony Stahelski col dilemma del prigioniero trovavano la correlazione con i risultati della scala F, il legame tra competizione e aggressività interagiva nella frustrazione, in seguito perfezionata da Janice Nelson (psicologa) sui bambini; dove dimostrava nella competizione l'aumento di aggressività degli sconfitti come dei vincitori. La rivista Psycology Today, evidenziava una corrispondenza statistica tra gli incontri di football americano trasmessi in tv ed un'intensificarsi delle violenze domestiche.
Nell’esperimento carcerario di Stanford emergeva con cruda semplicità la preponderante influenza delle strutture ambientali sul comportamento e l’identità degli individui, secondo Philip Zimbardo: «per cambiare il comportamento dobbiamo scoprire i supporti istituzionali che sostengono il comportamento attuale e indesiderabile, e quindi formulare dei programmi per modificare il carattere di questi ambienti».
Esperti di medicina dello sport, sconsigliavano di far partecipare i bambini al di sotto di 8-10 anni a sport organizzati e competitivi, il rischio era di ostacolare il loro sviluppo psicologico, sociale e motorio; anche se a qualsiasi età si potevano avere conseguenze spiacevoli. Nell’esperienza del "flusso di coscienza" (o «trascendenza empirica» secondo Robert Jay Lifton), per Mihály Csíkszentmihályi il basket era inferiore alla musica perché di struttura competitiva, non separava dal quotidiano e peggiorava concentrazione e perdita dell'ego, nello svago oltre ad includere danza e free climbing, escludeva categoricamente che sport competitivi favorissero il "flusso di coscienza"; a confronto di funzioni non-competitive.
Roderic Gorney (sociologo) confermava che su 58 culture diverse in vari campi (arti, diritto, scienze..) non riscontrava correlazione tra competizione e risultato, ma nella disuguaglianza demarcata tra gruppi di «abbienti» e di «non abbienti». Albert Bandura notava come nelle società competitive l'autostima sia così dipendente dal confronto sociale, secondo diversi psicologi, la salute psichica era riferita all'indipendenza del giudizio di sé. Nel campo dell’istruzione le strategie di studio erano a svantaggio dell'apprendimento, la scuola era orientata al mercato del lavoro, come un’agenzia e non all'educazione, ma soprattutto rendondoci conservatori la competizione scoraggiava la creatività; anticonformista per natura. Al contrario dei luoghi comuni la competizione svolta abitualmente a livello individuale favoriva proprio il conformismo e non l'individualismo dei filosofi esistenzialisti Thoreau ed Emerson, predicatori di un'autosufficienza fondata su valori discordi quali l’anticonformismo, la consapevolezza di sé e l’autonomia.
L’industria pubblicitaria educava ai consumi con l'insoddisfazione per ciò che si possedeva, con una scarsità ritenuta da Philip Slater (sociologo) artificiosa al solo scopo di creare disuguaglianza, egoismo e invidia; a fondamento di una società competitiva. A differenza della cooperazione, la fedeltà non incoraggiava sensibilità, fiducia o miglior capacità di "afferrare la prospettiva", la competizione tra gruppi era utile solo allo sciovinismo; non alle relazioni. Michael Parenti evidenziava una continuità tra l'identificazione in entità collettive (città, università, squadre sportive..) e la mancanza del senso di comunità, in una competizione strutturale e intenzionale che si contrapponeva alla cooperazione estendendosi sia inter che intra-gruppo. L'ostilità derivata ormai indistinguibile dalla competizione intenzionale, impediva la cooperazione in ogni ambito e anche se la competizione era così diffusa non faceva parte della natura umana; al contrario la cooperazione era sempre meglio sia intra che inter-gruppo.
Margaret Mead documentava per prima che i popoli primitivi erano organizzati in gran parte in modo cooperativo (Cooperation and Competition Among Primitive Peoples 1937), la cooperazione non dipendeva infatti dall'abbondanza di risorse perché alcune popolazioni possono essere ugualmente competitive come gli indiani Kwakiutl con il potlatch; o cooperative in condizioni di scarsità come i Bateiga (Africa orientale). Ciò dipendeva solo dalle norme culturali e ribadiva che erano gli accordi cooperativi a creare la fortuna delle società, non il contrario.
Secondo Morton Deutsch (psicologo sociale), la sola presenza del conflitto non rendeva distruttivo un disaccordo ma l'aggiunta dello schema vittoria-sconfitta, il dilemma del prigioniero insegnava che l'interesse collettivo non era compatibile con la competizione strutturale, da sostituire con la cooperazione come nell'azione collettiva; al prezzo di educarsi e organizzarsi duraturamente. Per Fred Hirsch (economista) si realizzava un cambiamento sociale, se le azioni collettive sostituivano le gratificazioni individuali. In simulazioni computerizzate di rapporti tra nazioni col dilemma del prigioniero, Robert Axelrod (politologo) notava che il “modello cooperativo” aveva il maggior successo non per superiorità sugli altri modelli, perché promuoveva la cooperazione reciproca, intenzionalmente quanto strutturalmente: battere gli altri e far bene una cosa; erano imprese del tutto differenti.
Provare regolarmente la propria superiorità sugli altri era un parametro: limitante per le capacità, inaffidabile nei risultati, negativo per la motivazione e l'autostima. Come in un circolo vizioso aumentava l'ansia, creava maggiore dipendenza psicologica proprio negli individui con una bassa autostima e alla lunga come nel consumo di droga il piacere intenso ed il periodo si riducevano; sviluppando assuefazione.
Terry Orlick (psicologo dello sport), concludeva che la salute psicologica era conseguenza delle esperienze cooperative sviluppate, l'interesse ideale per gli altri era condizionato da un altruismo equilibrato positivamente anche all'interesse personale; fondamento basilare di motivazione, successo e autostima. L'altruismo per definizione era opposto sempre ad ogni forma di competizione, quello sano anche all'abnegazione (otherish>selfish), come prevedeva nella didattica l'interdipendenza positiva.
Diversi studiosi ritenevano che la cooperazione (a differenza della competizione) favorisse la trascendenza e l’affermazione di sé, nelle sue ultime opere Albert Camus definiva come parte dell'espressione di noi stessi la necessità di lavorare con gli altri per affermare la loro umanità. Benjamin Barber (teorico politico), proponeva la “risoluzione cooperativa dei conflitti” (apprendimento cooperativo) come sistema di consenso in sostituzione di una burocrazia competitiva; nemica della democrazia. Morton Deutsch convertiva il principio di "sicurezza nazionale" in "sicurezza reciproca"; che Roderic Gorney estendeva il più possibile.
(Roderic Gorney)
Per risolvere i problemi superiori su un fragile pianeta, l'unica strada logica era quella di accrescere la cooperazione, includendo il maggior numero di persone possibile portando fratellanza e armonia.

### Strategie individuali
Alfie Kohn (psicologo sociale), semplificava con alcune linee guida. 
- Autovalutazioni indipendenti da graduatorie e confronti per diminuire la competitività personale, nelle prestazioni sportive utilizzando dei parametri individuali o standard e nell’agonismo ignorando del tutto il risultato, i premi, ecc.. in una sorta di «competizione intrinseca all’avvenimento.»[84]
- Si riducevano il più possibile gli effetti rovinosi della rivalità impegnandosi a mantenere un contesto amichevole, legittimato con atti di cordialità gratuiti per favorire una reciprocità che attenuava l’isolamento strutturale.[85]
- Serviva invece uno sforzo di consapevolezza per cambiare le cattive abitudini se erano impulsi derivati da riflesso condizionato come: interrompere continuamente una conversazione, riprendere troppo frequentemente un allenamento, una dieta, ecc..[85]
- Insieme alle situazioni di scarsità (perché normalmente artificiali), bisognava evitare anche tutte le contrapposizioni: dai conflitti geopolitici fino ai giochi da salotto.[86]
- Si focalizzavano le modifiche generali da attuare, continuando a non dare per scontata la competizione, si smetteva di progettare in modo competitivo; promuovendo il metodo che motivava i risultati.
- Si discuteva sempre, per quanto fosse importante l’obiettivo perseguito e il problema che ci ostacolava, rimaneva lecito e il cambiamento poteva forse avvenire.[87][88]

## Società cooperative
In campo economico nell'Europa feudale i campi e gli allevamenti erano gestiti su base comunitaria con dei consigli contadini chiamati Commons. Poi con il termine cooperazione si indicava principalmente il fenomeno sorto alla metà dell'Ottocento in Inghilterra e che, partendo dalle esigenze degli strati più deboli della società (industriale) del tempo, intendeva promuovere iniziative imprenditoriali a difesa dei bassi redditi degli associati (soci).
Le prime iniziative riguardarono principalmente la cooperazione di consumo: nel 1844, a Rochdale (cittadina a nord di Manchester) fu fondato da un gruppo di 28 tessitori il primo spaccio cooperativo, chiamato Rochdale Society of Equitable Pioneers.
Le cooperative (e quindi la cooperazione come movimento) si sono in seguito diffuse in tutta Europa (Regno Unito, Francia, Germania, Danimarca e, successivamente, anche in Italia, arrivando nel 1886 alla costituzione della Lega delle Cooperative) e a tutt'oggi rappresentano, in molte zone, un fatto economico di rilevante importanza che alla sua base concettuale non ha, come scopo, il perseguimento di un profitto, ma la tutela economica dei soci e, indirettamente, un beneficio per l'intera collettività. John Elkington nel 1994, sull'imprenditoria sociale coniava la formula che le organizzazioni no-profit modificavano con «prima le persone e il pianeta, poi il profitto».
Elinor Ostrom individuava 7 principi progettuali tipici dei Commons.
- 1.Elencare per ogni socio i diritti e i doveri.
- 2.Legiferare procedure su progresso tecnico, forza lavoro e capitale.
- 3.Fondare un organo di governo.
- 4.Dal primo punto, doveri di vigilanza.
- 5.Dal primo punto, doveri sanzionatori.
- 6.Burocrazia semplice sia interna che esterna.
- 7.Legittimazione legale del paese d’origine.[92]

Nell’informatica la decrescita dei costi marginali tra 1992 e 2008 determinava la nascita dei Commons collaborativi: Linux, Napster, Wikipedia e You Tube.
Sul progetto di Stallman nel 2001, insieme a dei soci Lessig fondava Creative Commons. Nel modello del Commons collaborativo rientrava anche internet dove i portali a loro volta potevano essere orientati al mercato come Google e Facebook o al no-profit come Wikipedia e Linux. Dispositivi mobili e computer economici permettevano alla legge di Zuckerberg di aumentare esponenzialmente ogni anno l’informazione condivisa in rete che insieme alla diffusione dei sensori nei diversi dispositivi elettronici accresceva l’internet delle cose. Per imprese e prosumer si riducevano i costi marginali in tutta la catena del valore con una superiore efficienza termodinamica dal flusso di big data; formulando nuovi sistemi automatizzati e di previsione nell'aumentare la produttività. 
Nel 2011 nasceva in America l'app Nextdoor per favorire la collaborazione tra vicini. Due anni dopo a Bologna, dalla teoria economica del mutuo soccorso con Facebook, si organizzavano le associazioni di quartiere “Social street”.
Jeremy Rifkin nel 2012, introduceva il suo ultimo libro documentando macro tendenze e cambiamenti:
(Jeremy Rifkin, La società a costo marginale zero, pagina 4)
Lo stesso anno venivano divulgate le condizioni ideali per la produttività e l'innovazione di alcuni centri urbani del mondo definiti “hub di cervelli” quando mobilità sociale, alti salari e concentrazione di lavoratori molto istruiti; costituivano le forze economiche globali dominanti.
La cooperazione era presente in svariati settori imprenditoriali che vanno dalle originarie cooperative di consumo alle cooperative di lavoro a quelle sociali, di credito, culturali o agricole. Più di 1 miliardo di persone nel mondo erano soci di cooperative (1 su 7), ma nei paesi avanzati si andava da: 25% in Germania e USA, oltre il 30% in Giappone, 40% in Canada, quasi il 50% in Francia, 400 milioni in Cina e in India. I lavoratori totali superavano del 20% quelli delle multinazionali arrivando a 100 milioni.

## La cooperazione internazionale
In politica estera per cooperazione si intende la cooperazione internazionale che vede più stati sovrani operare congiuntamente in progetti a favore di altri paesi (spesso svantaggiati) o in iniziative di sviluppo economico o industriale. Il 2012 era stato proclamato dall’ONU, l’anno internazionale delle cooperative.